# Синий светодиод

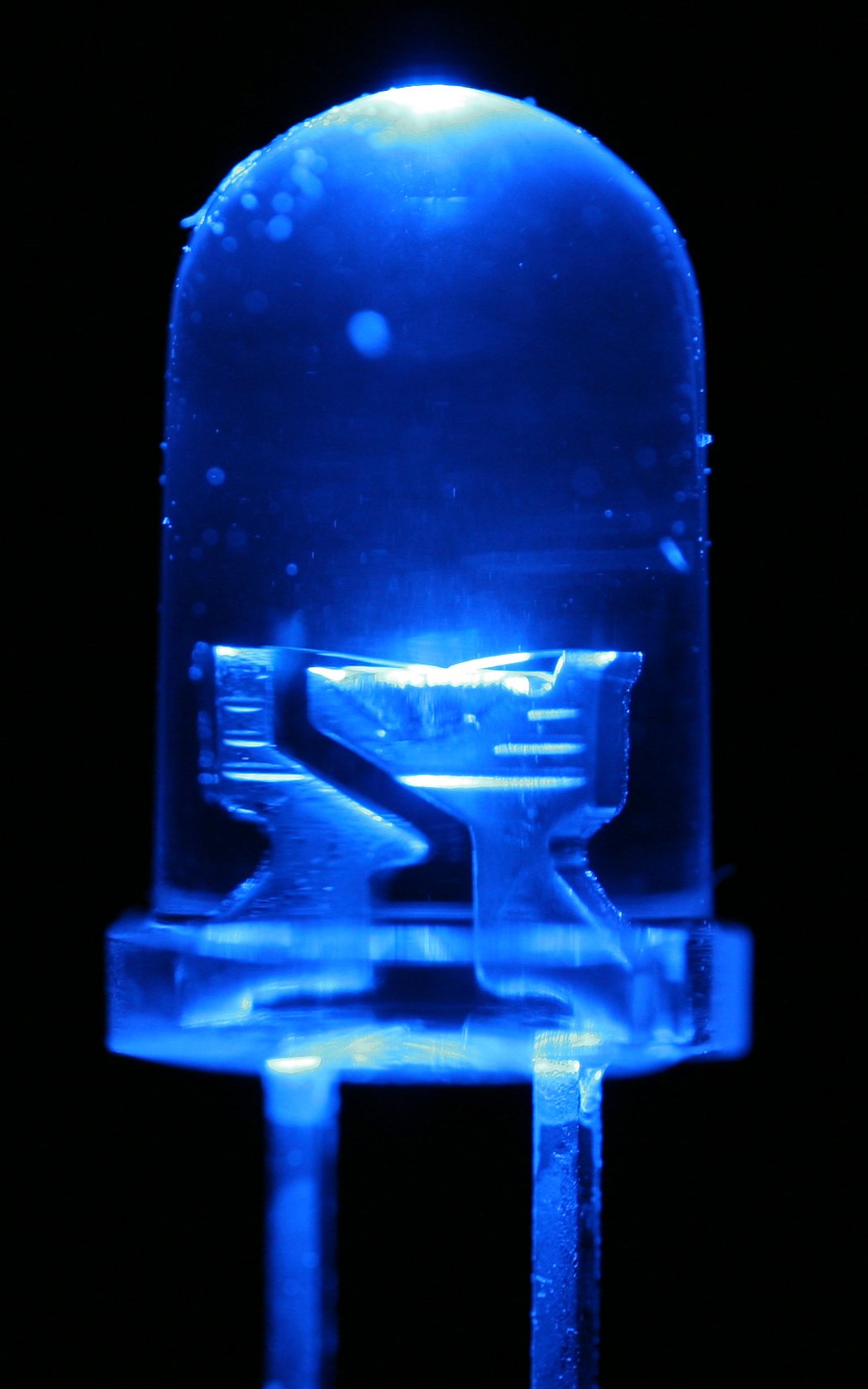
Синий светодиод

Си́ний светодио́д — светоизлучающий оптоэлектронный полупроводниковый прибор с синим цветом свечения.
Светодиоды красного, зелёного и синего цветов позволяют синтезировать всё видимое излучение (включая белый свет). При этом синий светодиод отличается от первых двух сложностью конструкции.

## Технологии
Для создания синего светодиода требуется использование полупроводников с большой шириной запрещённой зоны, поскольку энергия излучаемых фотонов, возникающих при рекомбинации электронов и дырок, зависит именно от этой величины. Полупроводниками с большой шириной запрещённой зоны являются карбид кремния, соединения элементов II и IV группы таблицы Менделеева и нитриды элементов III группы. 
Промышленные синие светодиоды производятся из двойного гетероструктурного кристалла нитрида галлия (GaN), в котором в зоне p-n-перехода вставлен излучательный слой нитрида индия-галлия (InGaN). В качестве подложки для кристалла используется карбид кремния или сапфир.
Кроме того, созданы синие светодиоды на основе карбида кремния и оксида цинка, однако первые обладают слишком низким квантовым выходом и, как следствие, низким КПД, а вторые имеют слишком большое удельное сопротивление, из-за этого они перегреваются. Подобные изделия не получили широкого распространения и в настоящее время не производятся.

## История создания
Первый синий светодиод был создан ещё в 1971 в компании RCA. Его разработал Жак Панков, создавший светодиод на основе нитрида галлия.
Первые промышленные синие светодиоды на основе карбида кремния серийно выпускались в 1980-х годах, в том числе и в СССР. Однако их яркость была весьма невелика, поэтому они не получили существенного распространения.
К 1980-м годам не существовало эффективных способов выращивания кристаллов и использования нитрида галлия. В конце 1980-х годов Исаму Акасаки и Хироси Амано усовершенствовали метод эпитаксиального выращивания кристалла и смогли получить синий светодиод на одиночном p-n-переходе, используя буферный слой AlN и разработанный ими способ получения, однако его эффективность была низкой.
С 1989 по 1995 год японский инженер Сюдзи Накамура, работавший в то время на японскую корпорацию Nichia Chemical Industries, решил ряд проблем производства светодиодов на основе нитрида галлия. Сначала он смог улучшить технологию производства GaN путём MOC-гидридной эпитаксии на сапфировой подложке, что позволило производить высококачественные кристаллы GaN. Затем он нашёл решение проблемы получения полупроводника p-типа. В 1991 году Накамура продемонстрировал пригодный к промышленному производству синий светодиод с одиночным p-n-переходом с максимумом излучения с длиной волны 430 нм, но эффективность его была по-прежнему мала.
Наконец, завершающим шагом, значительно повысившим эффективность излучения, было внедрение двойной гетероструктуры n-GaN—InGaN—p-GaN. Слой нитрида индия-галлия является активным, он захватывает свободные электроны, в нём происходит рекомбинация и излучение происходит наиболее эффективно. Меняя ширину слоя InGaN, можно изменять длину волны излучаемого света: это позволило получить не только синие, но и высокоэффективные зелёные светодиоды.
Светодиод с двойной гетероструктурой и излучающим слоем InGaN стал промышленным стандартом для производства синих светодиодов. На основе синих светодиодов были изготовлены белые, представляющие собой синий кристалл, покрытый люминофором на основе алюмо-иттриевых гранатов. Такие светодиоды, обладая высокой светоотдачей, оказались эффективным источником света и стали применяться для освещения. Изобретение синего светодиода сделало возможным существование отрасли светодиодного освещения.
За каждый патент Накамуры компания Nichia Chemical Industries выплачивала 170 долларов США. К 2000 году Накамура покинул компанию после более чем 20 лет работы в ней. Сразу же после выхода из компании он переезжает в США, откуда ему поступают предложения по работе, но на этом его проблемы с Nichia Chemical Industries не закончились. Он начал консультировать Cree Inc. (сейчас переименована в Wolfspeed Inc.), другую компанию по производству светодиодов. Nichia Chemical Industries была в ярости и подала в суд на Накамуру за утечку секретов компании. В ответ Накамура подал встречный иск на Nichia Chemical Industries за то, что она не выплатила ему должную компенсацию за изобретение, и потребовал 20 миллионов долларов США. В 2001 году японский суд принял решение в пользу Накамуры и обязал Nichia Chemical Industries выплатить ему сумму, в 10 раз превышающую его первоначальное требования, 189 миллионов долларов США. Но Nichia Chemical Industries подала апелляцию, и в итоге дело было урегулировано с выплатой 8,1 миллиона долларов США. В результате этого хватило только на покрытие судебных издержек Накамуры.
К 1993 году компании «Nichia» удалось начать промышленный выпуск синих светодиодов нового типа. К 2002 году доля производства синих светодиодов у компании возросла до 60 процентов от общего объёма производства.
Позже также удалось создать ультрафиолетовые светодиоды на основе нитридных соединений галлия и алюминия всё тем же Накамурой.
В 2014 году Исаму Акасаки, Хироси Амано и Сюдзи Накамуре была присуждена Нобелевская премия по физике «За изобретение эффективных синих светодиодов, привёдших к появлению ярких и энергосберегающих источников белого света».

## Применение
Основным применением синих светодиодов является использование в качестве основы для создания люминофорных белых светодиодов различного назначения, используемых в том числе в целях освещения. В данной конструкции часть излучаемого кристаллом света поглощается люминофором и переизлучается в зелёно-красной области, создавая белое свечение. Различные составы люминофора позволяют получить белый свет различной цветовой температуры.
Кроме белых, созданы и другие люминофорные светодиоды, к примеру, пурпурные, «янтарные», «мятные» и «цвета лайма» .
Синие светодиоды без люминофора применяются в медиафасадах, светодиодных экранах, в декоративной RGB-подсветке.
Кроме того, синие, а так же созданные на их основе люминофорные пурпурные светодиоды применяются для искусственного освещения растений.